# Octan ołowiu(IV)
Octan ołowiu(IV), (CH
3COO)
4Pb – organiczny związek chemiczny, sól kwasu octowego i ołowiu na stopniu utlenienia IV. Można go otrzymać w reakcji minii ołowiowej z kwasem octowym.

## Reagent w chemii organicznej
Octan ołowiu(IV) wykorzystywany jest w chemii organicznej w trzech kierunkach: jako silny utleniacz, jako czynnik acetylujący oraz jako reagent wprowadzający ołów do związków ołowioorganicznych. 
Przykłady zastosowań:
- Acetylowanie pozycji benzylowych, allilowych oraz atomów węgla α eterów, np. fotochemiczne przekształcenie 1,4-dioksanu w 1,4-dioksen z wykorzystaniem 2-acetoksy-1,4-dioksanu jako związku pośredniego[2] oraz przekształcenie α-pinenu w werbenon[3].
- Utlenianie hydrazonów do związków diazowych, np. hydrazon heksafluoroacetonu do bis(trifluorometylo)diazometanu[4].
- Tworzenie azyrydyn, np. reakcja ftalimidu ze stilbenem[5].
- Rozerwanie 1,2-dioli do odpowiednich aldehydów lub ketonów (jako alternatywa dla użycia nadjodanów lub ozonolizy, np. utlenianie D-winianu di-n-butylu do glioksylanu n-butylu[6]).
- Przekształcenie alkenów w γ-laktony.
- Utlenianie alkoholi posiadających atom wodoru w pozycji δ w etery cykliczne[7].
- Oksydatywne rozerwanie niektórych alkoholi allilowych wobec ozonu[8]:

- Przekształcenie acetofenonów w kwasy fenylooctowe[9].